# Tsagaan Khass
Tsagaan Khass (in italiano: Svastica Bianca) è un'organizzazione neonazista della Mongolia che dichiara di avere 3 000 membri. Uno dei suoi fondatori, conosciuto con lo pseudonimo di "Grande Fratello 1984", ha descritto la missione della sua organizzazione con questa dichiarazione: «Adolf Hitler è un personaggio che rispettiamo. Ci ha insegnato a preservare la nostra identità nazionale... Non condividiamo il suo estremismo e l'inizio della Seconda guerra mondiale. Siamo contro quegli stermini, ma appoggiamo la sua ideologia. Appoggiamo il nazionalismo, piuttosto che il fascismo». I membri dell'organizzazione si vestono con abbigliamento e uniformi tipicamente nazisti, utilizzano il saluto sieg heil, colori nazisti e il simbolo dell'aquila nazista. Argomentano il loro uso della simbologia nazista sottolineando che la svastica ha origini nell'Asia orientale.
"Grande Fratello 1984" dichiara che il gruppo non promuove nessuna attività criminale e espelle gli elementi criminali dall'organizzazione, richiedendo inoltre ad ogni membro di avere una buona base di istruzione; dichiara inoltre che il gruppo collabora strettamente con altre organizzazioni ultra-nazionaliste della Mongolia.
Gli aderenti sono caratterizzati da un forte sentimento anti-cinese e si oppongono ai matrimoni interrazziali. Ad esempio, uno dei membri del gruppo ha espresso questo punto di vista: «Dobbiamo assicurarci che come nazione il nostro sangue sia puro. Si tratta di una questione di indipendenza... Se cominciamo a mescolarci con i cinesi, gradualmente ci ingloberanno. La società mongola non è molto ricca. Gli stranieri che arrivano pieni di soldi potrebbero cominciare a prendersi le nostre donne». L'organizzazione è stata accusata di promuovere la violenza contro le coppie interrazziali e altri soggetti.